# Дворац Егенберг
Дворац Егенберг у Грацу је највеличанственији барокни комплекс у Штајерској у Аустрији. Дворац се налази на западној ивици Граца, у четврти Егенберг. Својим сачуваним дворским просторијама, пространим сликовитим вртовима, али и уметничком радовима из најстаријег аустријског музеја Universalmuseum Joanneum које су смештене у палати и њеном парку, дворац Егенберг се сматра једним од највреднијих споменика културне баштине Аустрије. Због своје културне и историјске важности дворац Егенберг је 2010. године додан на Унесков заштићени споменик историјског средишта Граца.

## Одлике
Изграђен је од 15. до 17. века на месту средњовековног дворца, као резиденција једне од најмоћнијих аустријских фамилија, фамилије Егенберг. Архитекта Ђовани Пјетро де Помис је на његовом уређењу у 17. веку радио у сарадњи са дворским сликаром Висенкирхеном. Сам дворац заузима простор од 65 x 80 метара, на три спрата површина му је 8000 м², али заједно са парковима има преко 90.000 м².
Ханс Егенберг је у 17. веку уредио дворац по начелима просветитељства, како би одражавао филозофију рационално уређеног света. Тако је употребио хијерхијску организацију, логичко-математички састав, као и начела астрономије, астрологије, али и алхемије у његовом плану. Због тога дворац има квадратан нацрт са средиштем у облику готичког торња, са торњевима на сва четири угла који представљају четири годишња доба усмерена према четири стране света. Дворац има 365 спољашњих прозора (према броју дана у години), 52 прозора на 24 просторије (број недеља у години и сати у дану), а сваки спрат има по 31 собу, што чини број дана у месецу. Други спрат с терасом има додатних 8 прозора, укупно 60, што је број секунди у минути и минута у сату.
Северну страну дворца чини планетарни врт и лапидаријум од староримског камења, као и улаз у Нови археолошки музеј у којем се чувају „Култна кола из Стретвега“. Соба бившег власника, Балтазара Егенберга, који је у средњем веку поседовао краљевску лиценцу за ковање новца, је претворена у нумизматички музеј. Колекција уметничких дела у распону од средњег века до ране модерне у Старој галерији показује развој европске уметности од 5. века.

## Галерија
- Идеални план дворца Егенберг
- Планетарна соба
- Стара галерија
- Планетарни врт
- Енглески парк дворца
- Дворац Егенберг зими
- Соба за игру